# Парк подводной обсерватории
Подводная обсерватория мира кораллов — обсерватория, расположенная на Коралловом берегу Красного моря в Эйлате, Израиль.
Основана в 1975 году, первая в мире в обсерватория такого типа.
В парке, прямо на берегу моря, в условиях, приближенных к естественным, содержится множество морских обитателей, включая акул, черепах, скатов, редких рыб, кораллы, беспозвоночных.
Парк включает в себя павильоны с аквариумами, круговой павильон коралловый риф Красного моря — аквариум на 360 000 литров воды, около 400 видов рыб, аквариум-бассейн с акулами на 650 000 литров воды, открытый бассейн с морскими черепахами и рыбами, распределительный бассейн, бассейн, где можно увидеть кормление рыб, два открытых аквариума, содержащих кораллы и рыб, Башня-подводная обсерватория, аквариум редких рыб, павильон «жители морских глубин», аттракцион «вскрытие жемчужных раковин», бассейн для погружения «bubbles pool», павильон-кинотеатр, оборудованный движущимися креслами, аттракцион-лодка «Корал 2000» с панорамным дном и образовательный центр. На базе образовательного центра парка проходят практику  студенты высших учебных заведений Израиля, изучающие морскую биологию.